# Exeter (Pennsylvania)
Exeter is een plaats (borough) in de Amerikaanse staat Pennsylvania, en valt bestuurlijk gezien onder Luzerne County.

## Demografie
Bij de volkstelling in 2000 werd het aantal inwoners vastgesteld op 5955. In 2006 is het aantal inwoners door het United States Census Bureau geschat op 5991, een stijging van 36 (0,6%).

## Geografie
Volgens het United States Census Bureau beslaat de plaats een oppervlakte van 12,9 km², waarvan 12,1 km² land en 0,8 km² water.
De plaats wordt doorsneden door de Susquehanna rivier.

## Plaatsen in de nabije omgeving
De onderstaande figuur toont nabijgelegen plaatsen in een straal van 4 km rond Exeter.